# Excedència laboral
Es denomina excedència laboral o permís individual sense sou, la decisió que pren un treballador de cessar la seva relació amb una empresa durant un període en el qual es dedicarà a altres tasques, fins i tot podrà treballar en una altra empresa si ho desitja.

## Tipus d'excedències
Excedència voluntària:
- Cura de fills. L'excedència voluntària es concedeix per a la cura de fills en els casos de naixement, adopció o acolliment d'un menor. La durada màxima de l'excedència és de tres anys. Aquesta excedència computa a efectes d'antiguitat, cotitzacions i assistència a cursos de formació. El reingrés està garantit durant el primer any en el mateix lloc de treball, i després en un altre de categoria equivalent. Alguns convenis milloren les condicions i preveuen la reincorporació automàtica en els tres primers anys.

- Cura de familiars. Es concedeix excedència per a la cura de familiars en els casos d'incapacitat o malaltia greu de familiar fins a segon grau. La durada màxima és de dos anys i el període computa a efectes d'antiguitat i assistència a cursos de formació. Durant el primer any existeix reservació del seu lloc de treball; més endavant, la reservació es refereix a un lloc similar.

- Per interessos particulars. Es concedeix amb almenys un any d'antiguitat, i si no s'ha gaudit d'una altra excedència en els quatre anys previs. La durada de l'excedència és per un mínim de quatre mesos i un màxim de cinc anys. Aquest tipus d'excedència no computa en efectes d'antiguitat, cotitzacions o prestacions socials. En cas de vacant d'igual o similar categoria, el treballador excedent té un dret preferencial a ocupar-ho.

Excedència forçosa:
- Per a l'exercici de càrrecs públics i sindicals. Aquesta excedència es concedeix per a poder exercir funcions sindicals de domini provincial o superior, o ser nomenat o triat per a un càrrec públic que impossibiliti d'assistir al treball. La durada de l'excedència és mentre duri l'exercici del càrrec. Es manté el lloc de treball i computa a l'efecte d'antiguitat.

Excedències pactades:
- Suspensió per mutu acord. Aquesta excedència es produeix quan l'empresari i treballador poden pactar, signant el contracte o després, la suspensió temporal d'aquest en les condicions i terminis que decideixin. La durada de l'excedència està subjecta a l'acord entre les parts. El període d'excedència no computa a l'efecte de cotitzacions; la resta de condicions, incloent-hi el reingrés automàtic o no, depenen del pacte.

## Legislació laboral de les excedències
A l'Estat Espanyol, l'article 46 de l'Estatut dels treballadors regula la concessió de les excedències laborals en els termes següents: